# Брајчино
Брајчино (мкд. Брајчино) је насеље у Северној Македонији, у јужном делу државе. Брајчино припада општини Ресан.

## Географија
Насеље Брајчино је смештено у крајње јужном делу Северне Македоније, близу државне границе са Грчком (4 km јужно од села). Од најближег већег града, Битоља, насеље је удаљено 55 km југозападно, а од општинског средишта 30 km јужно.
Брајчино се налази у области Доње Преспе, области око северне обале Преспанског језера. Насеље је смештено високо, на западним падинама планине Баба. Близу села су границе националног парка „Пелистер“. Преспанско језеро се налази 6 km западно од села. Надморска висина насеља је приближно 1.010 метара.
Клима у насељу је планинска због знатне надморске висине.

## Становништво
Брајчино је према последњем попису из 2002. године имало 134 становника. 
Претежно становништво су етнички Македонци (99%), а остало су Срби.
Већинска вероисповест је православље.

## Збирка слика
- Сеоске куће често имају чардак
- Сеоски пут
- Сеоске куће
- Напуштена Основна школа у Брајчину